# Rolando Villalobos
Rolando Villalobos, né le 25 juillet 1953, est un joueur et entraîneur costaricien de football.
Comme joueur, il compte neuf sélections avec le Costa Rica, de 1972 à 1975.
Adjoint de Bora Milutinović à la tête du Costa Rica lors de la Coupe du monde 1990, il devient à son tour sélectionneur national en 1991 puis en 1998.